# Astrapia splendidissima
L'astrapia splendida (Astrapia splendidissima Rothschild, 1895) è un uccello passeriforme della famiglia Paradisaeidae.

## Descrizione

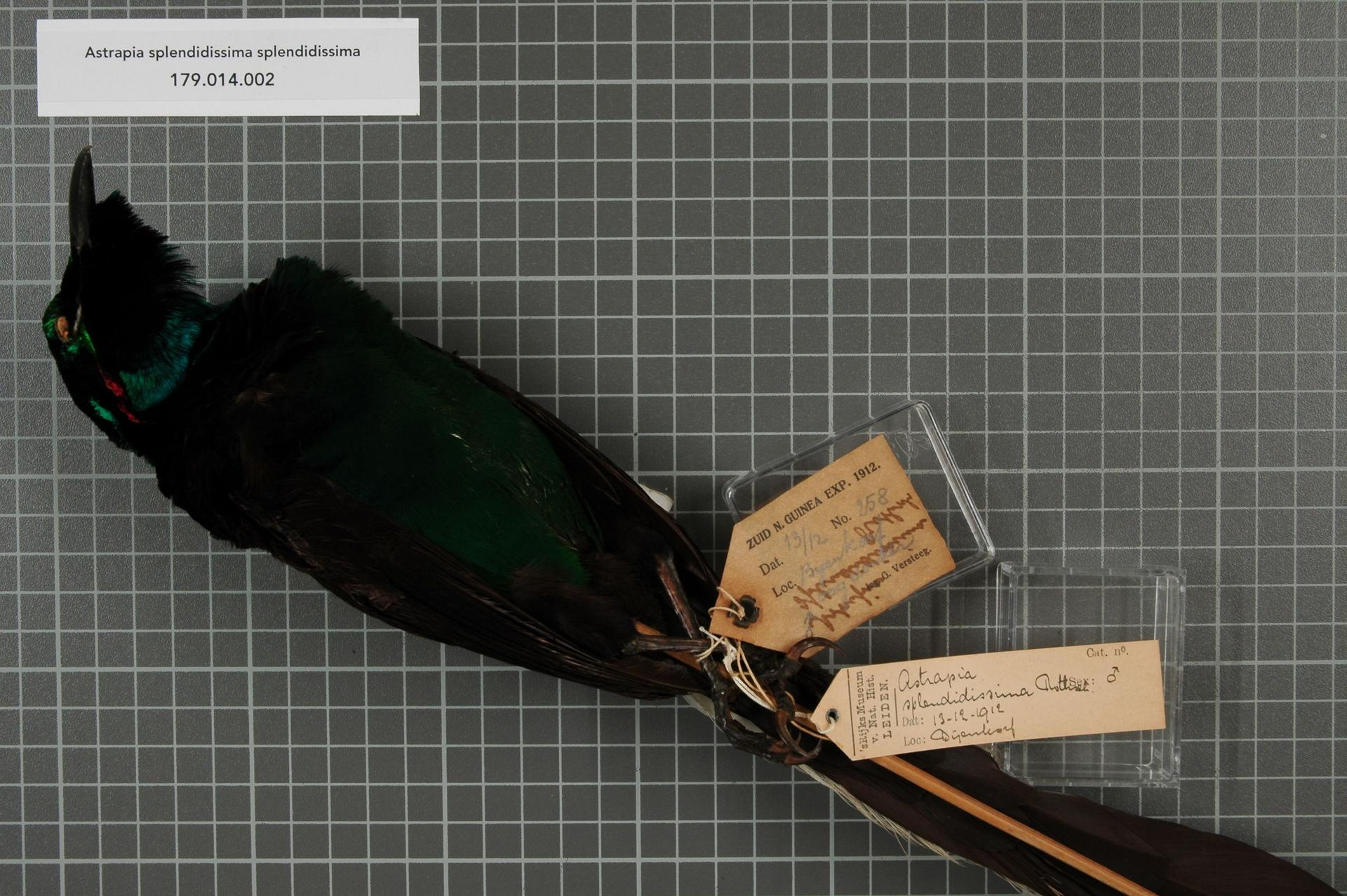
Maschio impagliato.

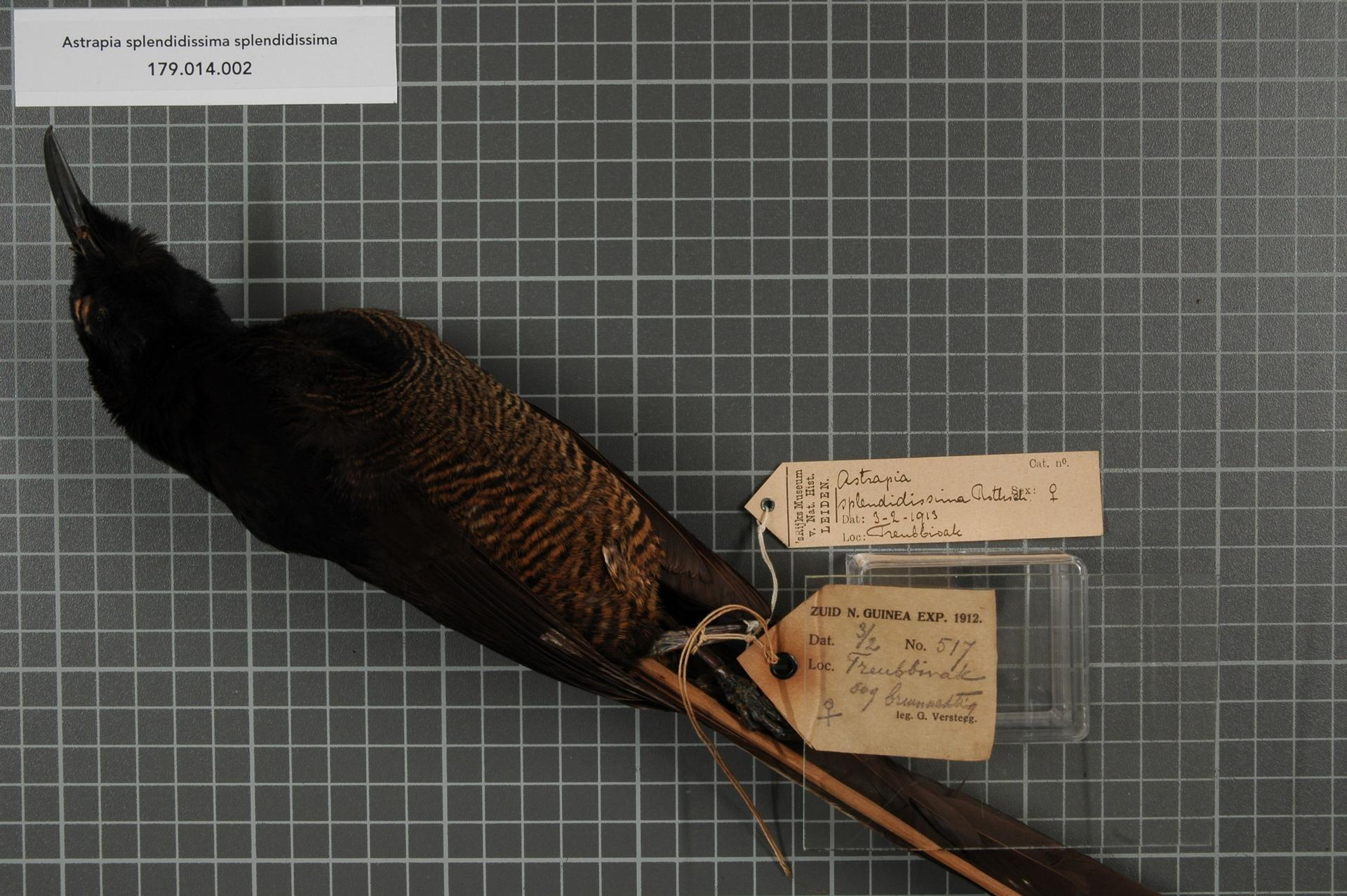
Femmina impagliata.

### Dimensioni
Misura 37-39 cm di lunghezza, per 108-151 g di peso: a questa misura va aggiunta la coda, lunga circa 20 cm in ambedue i sessi. A parità d'età, i machi sono leggermente più grandi e robusti rispetto alle femmine.

### Aspetto
Questi uccelli, a prima vista, possono ricordare dei merli o degli storni dal piumaggio metallico.

Anche in questa specie di astrapia è osservabile un netto dicromatismo sessuale: la femmina, infatti, presenta colorazione piuttosto sobria, nella quale predominano le tinte del bruno, più scuro su testa, dorso e petto e più chiaro sul ventre, dove l'orlo scuro delle singole penne dà un effetto striato, mentre il codione e il terzo prossimale della coda sono bianchi. Il maschio, invece, presenta testa, nuca e spalle (queste ultime con una mantellina di penne erettili) di colore nero con vistosi riflessi metallici verdi, così come verde metallico è il ventre: la faccia, la bavetta e la gola sono di colore verde-azzurro metallizzato, quest'ultima attorniata da una banda nera e da un'ulteriore banda arancione che va da un orecchio all'altro divenendo particolarmente spessa sul petto. Le ali sono nere con riflessi metallici purpurei, mentre la coda è formata da lunghe penne bianche dalla punta arrotondata e nera. In ambedue i sessi il becco e le zampe sono di colore nero, mentre gli occhi sono bruni.

## Biologia
Le astrapie splendide sono uccelli dalle abitudini diurne e perlopiù solitare, che passano la maggior parte della giornata alla ricerca di cibo fra i rami della canopia, pronti a rifugiarsi nel folto della vegetazione al minimo segnale di pericolo. Essendo piuttosto schivi, risulta difficile avvistarli nelle foreste dove vivono nonostante i colori sgargianti: risulta più semplice udirne il richiamo, che ricorda il verso di una raganella.

### Alimentazione
Si tratta di uccelli essenzialmente frugivori, ma che non disdegnano di integrare la propria dieta anche con insetti, piccoli invertebrati e altri piccoli animali, che vengono cercati fra le epifite.

### Riproduzione
La stagione riproduttiva si protrae fra marzo e novembre: durante il mese di agosto è più facile osservare esemplari giovani appena involatisi. Non sono ancora stati osservati i rituali di corteggiamento dell'astrapia splendida, tuttavia l'osservazione di quattro maschi adulti intenti a cantare disposti a intervalli regolari fra i rami della cima di un grosso albero farebbe pensare a un sistema di corteggiamento a lek. Mancano ulteriori dati sulla riproduzione di questa specie, tuttavia si ritiene che esse non differisca significativamente, per modalità e tempistiche, rispetto a quella di altre specie congeneri, che mostrano poliginia e costruzione del nido, cova e allevamento della prole a completo carico della femmina.

## Distribuzione e habitat
L'astrapia splendida è endemica della Nuova Guinea, dove popola i monti Maoke, anche se non è stata ancora ben definita la reale estensione ad est dell'areale della specie.
L'habitat di questi uccelli è rappresentato dalle aree di foresta pluviale e foresta nebulosa montana e subalpina, dai 1750 m fino al limite superiore di crescita arborea (attorno ai 3450 m): è possibile osservarli anche nelle aree di foresta secondaria.

## Tassonomia

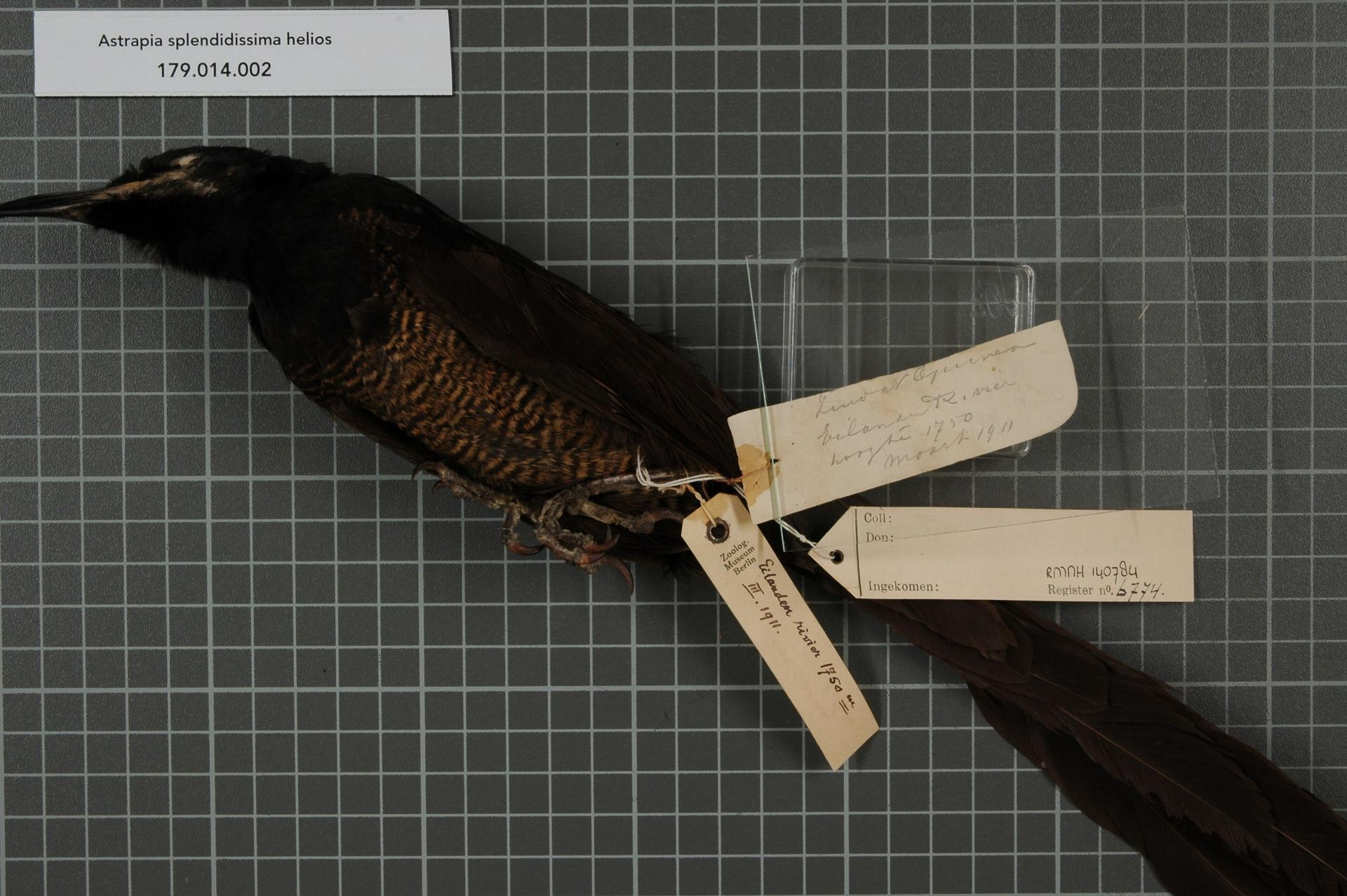
Femmina impagliata della presunta sottospecie helios.

La specie è ritenuta monotipica: secondo alcuni autori, tuttavia, gli esemplari diffusi a est dei laghi Paniai, di dimensioni maggiori e con aree verdi maggiormente tendenti all'azzurro, sarebbero sufficientemente distinti dalle altre popolazioni da rappresentare una sottospecie a sé stante, Astrapia splendidissima helios Mayr, 1936.